# Бишкураево (Туймазинский район)
Бишкура́ево (баш. Бишҡурай) — село в Туймазинском районе Башкортостана, административный центр Бишкураевского сельсовета.

## Географическое положение
Расстояние до:
- районного центра (Туймазы): 45 км,
- ближайшей ж/д станции (Кандры): 20 км.

## История
Село Бишкураево основали ясашные татары (позднее переведены в сословную группу тептяри) в пределах Канлинской волости по указу Уфимской провинциальной канцелярии от 1742 года и договору о припуске от 12 июля 1775 года . 
Изначально носила название Бишкуразово (от «биш» — пять, «кураза» (от персидско-иранского) — петух). Современное название носит с начала XX века.
В учётных письменных источниках ("Книга переписная Уфимского уезда... 1722-1723 г.") жителями поселения "Бишкураз, что на проточном ключе" указаны ясашные татары (п. 18, стр. 36. Татары Уфимского уезда (материалы переписей населения 1722–1782 гг.): справочное издание. 2 изд., испр. и доп. / Отв. ред. Р.Р. Исхаков. – Казань: Институт истории им. Ш. Марджани АН РТ, 2021). Жителями указаны 51 мужчин из числа ясашных татар в 15 домохозяйствах. По данным "Книги переписной ... 1747 г. Казанской дороги Уфимского уезда" жителями поселения "Бешкуразовой, что на проточном ключе, Акыргиски тож" указаны ясашные татары (п. 14, стр. 63. Татары Уфимского уезда (материалы переписей населения 1722–1782 гг.): справочное издание. 2 изд., испр. и доп. / Отв. ред. Р.Р. Исхаков. – Казань: Институт истории им. Ш. Марджани АН РТ, 2021).
В  1895 году в деревне были мечеть, училище, 4 мельницы, кузнечный и портной промыслы. В 30-х гг. XIX века сельчане имели 370 пчелиных ульев.

## Население
| 2002 | 2009 | 2010 |
| ---- | ---- | ---- |
| 600  | ↗687 | ↘680 |

Национальный состав
Согласно переписи 2002 года, преобладающие национальности —татары (100%).

## Религия
В селе есть мечеть.

## Известные уроженцы
- Ахмет Шакири (1920—1941) — советский башкирский поэт, переводчик[6].
- Ишкильдин, Люцир Мирзаянович (род. 20 июля 1939) — бригадир водителей самосвалов Учалинского горно-обогатительного комбината, полный кавалер ордена Трудовой Славы, Почетный горняк СССР (1979)[7][8].
- Сайфуллина, Райса Гарифовна (1932 — 11 октября 2013) — театральная актриса, Заслуженная артистка БАССР (1968), Народная артистка Республики Башкортостан (1986)[9][10].